# Паломництво (фільм, 2017)
Паломництво (англ. Pilgrimage) — фільм ірландського режисера Брендана Малдауні, вперше представлений на кінофестивалі Tribeca у квітні 2017 року.

## Сюжет
Ірландія, 1209 рік. До одного з католицьких монастирів, де зберігається реліквія — камінь, яким, за легендою, був вбитий у Каппадокії святий Матвій, приїздить посланець Ватикану, монах-цистеріанець Джеральд. Він мусить відвезти реліквію до Риму. За задумом Папи Римського, реліквія повинна бути символом нового хрестового походу.
З декількома монахами ірландського монастиря папський посол вирушає у небезпечну подорож. Оскільки в Ірландії триває війна між гельськими воїнами-язичниками та норманськими лицарями-хрестоносцями, Джеральд звертається до останніх за захистом. Проте невдовзі стикається зі зрадою одного з ватажків норманів, який сам бажає володіти реліквією.
Послу вдається уникнути пастки, але під час суперечки на борту човна він падає за борт і тоне разом із реліквією.

## Сприйняття
Фільм отримав неоднозначні відгуки через сцени насильства.
Адам Грехем, критик The Detroit News, зазначив, що «Брендан Малдауні створив фільм, який частково є релігійним текстом, частково — жорстоким епосом».
За словами Кетті Волш, члена асоціації кінокритиків Лос Анджелоса, кореспондента Los Angeles Times, «незважаючи на сцени насильства та жорстокості, „Паломництво“– це чудово знятий фільм, який ретельно передає деталі історичного періоду».

## Номінації та нагороди
Фільм був представлений до нагород у чотирьох номінаціях та є переможцем у номінації найкращий саундтрек.